# Sagres III
Pour les articles homonymes, voir Sagres.
Le NRP Sagres, ou Sagres III, est un trois-mâts barque, à coque acier, construit en 1937 à Hambourg en Allemagne sous le nom d'Albert Leo Schlageter. Il est devenu, en 1962, navire-école pour les cadets de l'École navale portugaise.

## Historique
Ce bâtiment a été construit en Allemagne, de 1937 à 1938, dans les chantiers Blohm & Voss de Hambourg.
Il s'appelait alors Albert Leo Schlageter et servait de navire école à la Kriegsmarine.
Il appartient à la même série que le Tovarishch (Ukraine), ex-Gorch Fock I (Allemagne), le Mircea (Roumanie) et l'Eagle (États-Unis).
Endommagé par une mine en mer Baltique, il fut récupéré par les Américains en 1945.
Vendu au Brésil, il prit le nom de Guanabara.
Il fut enfin vendu au Portugal en 1961 et porte aujourd'hui le nom de Sagres, du nom d'un promontoire situé à côté du cap Saint-Vincent (côte Sud-ouest du Portugal). Il remplace le Sagres II, construit en 1896 à Bremerhaven avec le nom Rickmer Rickmers,.

## Navigation et manifestations de grands voiliers
- Voiles de la liberté en 1989 (Rouen)
- Armada de la liberté en 1994 (Rouen)
- Armada du siècle en 1999 (Rouen)
- Armada Rouen 2003
- Armada Rouen 2008
- Armada Rouen 2013
- Brest 2016
- Les Grandes Voiles du Havre (2017)

## Galerie d'images
| NRP Sagres / Sagres III | NRP Sagres / Sagres III | NRP Sagres / Sagres III |
| ----------------------- | ----------------------- | ----------------------- |
|                         |                         |                         |
|                         |                         |                         |
|                         |                         |                         |
|                         |                         |                         |
|                         |                         |                         |